# Leave the World Behind (single)
Leave the World Behind is een single van Axwell, Sebastian Ingrosso en Steve Angello, in samenwerking met muziekproducent Laidback Luke en zangeres Deborah Cox. Het nummer behaalde de 39e plaats in de Zweedse hitlijsten. In de Verenigde Staten behaalde het de veertigste positie in de US Dance-lijst.

## Tracklijst
| Nr. | Titel                  | Duur |
| --- | ---------------------- | ---- |
| 1.  | Leave the World Behind | 2:44 |

| Nr. | Titel                                                             | Duur |
| --- | ----------------------------------------------------------------- | ---- |
| 1.  | Leave the World Behind (radioversie)                              | 2:44 |
| 2.  | Leave the World Behind (originele mix)                            | 6:50 |
| 3.  | Leave the World Behind (Dirty South-remix)                        | 8:27 |
| 4.  | Leave the World Behind (herbewerking Daddy's Groove Magic Island) | 7:07 |
| 5.  | Leave the World Behind (Dabruck & Klein-remix)                    | 8:17 |